# 都城市立高崎麓小学校
都城市立高崎麓小学校（みやこのじょうしりつ たかざきふもとしょうがっこう）は、宮崎県都城市高崎町前田にある公立の小学校。

## 概要
歴史
1872年（明治5年）創立。現校名となったのは2006年（平成18年）。2024年（令和6年）に創立150周年を迎えた。
校章
1967年（昭和42年）に制定。
校歌
1967年（昭和42年）に制定。作詞は富松良夫、作曲は園山民平による。歌詞は4番まであり、各番の歌詞中に校名の「麓校」が登場する。
通学区域
都城市高崎町のうち
「谷川・町倉・割付・杉倉・栗巣・迫間・山神原・野平・栢木（一部）」
中学校区は都城市立高崎中学校。

## 沿革
- 1872年（明治5年）
  - 9月28日 - 前田村字鳥越の地頭仮屋を郷校とし、平川民五郎の経営する寺子屋を移転。
  - 10月 - 「都城県第二十三高崎郷校」の設置が認可される。
- 1873年（明治6年）- 都城県が廃止され、宮崎県（第一次）が設置される。これにより「第九十八番高崎小学校」に改称。
- 1874年（明治7年）2月 - 「高崎小学校」に改称。大牟田分校を設置。
- 1875年（明治8年）10月13日 - 大牟田分校が分離の上、大牟田小学校として独立。
- 1877年（明治10年）- 西南の役による火災で校舎を焼失。脇屋四郎の建物を仮校舎とする。
- 1879年（明治12年）- 町区に校舎を建築。
- 1885年（明治18年）- 暴風のため、右校舎が倒壊。
- 1886年（明治19年）- 校舎を復旧。小学校令思考により、尋常科（4年制）を設置の上、「尋常高崎小学校」に改称。
- 1889年（明治22年）5月1日 - 町村制施行に伴い、北諸県郡6村（東霧島・笛水・江平・前田・縄瀬・大牟田）が合併の上、北諸県郡「高崎村」が成立。
- 1881年（明治24年）- 現在地に校舎が完成。
- 1882年（明治25年）- 「高崎尋常小学校」に改称。
- 1908年（明治41年）4月 - 改正小学校令により、尋常科（義務教育年限）が4年制から6年制に改められる。尋常科5年を新設。
- 1909年（明治42年）4月 - 尋常科6年を新設。
- 1910年（明治43年）- 校舎を増築。運動場を拡張。高崎村営となる。
- 1914年（大正3年）
  - 4月 - 「前田尋常小学校」に改称。
  - この年  - 運動場を拡張。
- 1915年（大正4年）4月6日 - 「高崎麓尋常小学校」に改称。
- 1916年（大正5年）9月 - 校舎を増築。
- 1926年（大正15年）9月 - 校舎を増築。
- 1929年（昭和4年）4月1日 - 高等科（2年制）を併置の上、「高崎麓尋常高等小学校」に改称。
- 1931年（昭和6年）3月 - 校舎を増築。
- 1933年（昭和8年）3月 - 校旗を制定。
- 1937年（昭和12年）- 吉田松陰の松下村塾で学んだ中島訓導により、高崎麓塾が併設される。
- 1940年（昭和15年）2月11日 - 町制施行により、「高崎町」が発足。
- 1941年（昭和16年）4月1日 - 国民学校令施行により、「高崎町高崎麓国民学校」に改称。尋常科を初等科に改める。
- 1947年（昭和22年）- 学制改革が行われる（六・三制の実施）。
  - 2月22日 - 類焼により、校舎が全焼。地区公民館などを利用した分散授業を余儀なくされる。
  - 4月1日 - 国民学校の初等科は、新制小学校「高崎町立高崎麓小学校」に改組・改称。
  - 5月8日 - 国民学校の高等科は、青年学校普通科とともに、新制中学校「高崎町立高崎中学校」に統合される。
  - 8月 - 仮校舎が完成。
- 1948年（昭和23年）9月 - 本校舎が完成。
- 1949年（昭和24年）8月 - 台風により仮校舎2棟が倒壊。
- 1950年（昭和25年）9月 - 本校舎を増築。
- 1958年（昭和33年）12月 - 学校給食を開始。
- 1966年（昭和41年）- 運動場を埋め立てる。
- 1968年（昭和43年）3月 - 校地東側に鉄骨造新校舎が完成。
- 1969年（昭和44年）
  - 3月 - 校地中側に鉄骨造新校舎が完成。
  - 12月 - 体育館が完成。
- 1970年（昭和45年）8月 - プールが完成。
- 1971年（昭和46年）4月 - 特殊学級を設置。
- 1972年（昭和47年）
  - 4月 - 校地西側に鉄骨造新校舎が完成。
  - 11月18日 - 創立100周年記念式典を挙行。
- 1974年（昭和49年）5月 - 運動場を緑化。
- 1975年（昭和50年）5月 - プールを改修。
- 1979年（昭和54年）7月 - 豪雨により高崎川堤防が決壊。校舎床上浸水。
- 2006年（平成18年）1月1日 - 都城市との合併により、「都城市立高崎麓小学校」（現校名）と改称。
- 2022年（令和4年）9月28日 - 創立150周年を迎えた。

## 交通アクセス
最寄りの鉄道駅
- JR九州 吉都線・えびの高原線「日向前田駅」

最寄りのバス停留所
- 宮崎交通バス（宮交バス）「前田駅」停留所

最寄りの幹線道路
- 国道221号

## 周辺
- 前田郵便局
- 前田保育園
- 前田多目的集会所
- 高崎川